# Mesoclemmys vanderhaegei
Mesoclemmys vanderhaegei is een schildpad uit de familie slangenhalsschildpadden (Chelidae).

## Naam en indeling
De wetenschappelijke naam van de soort werd voor het eerst voorgesteld door Roger Bour in 1973. Oorspronkelijk werd de wetenschappelijke naam Phrynops tuberculatus vanderhaegei gebruikt. De soortaanduiding vanderhaegei is een eerbetoon aan de schildpaddenliefhebber Maurice Vanderhaege, tevens een expert op het gebied van het kweken van schildpadden in gevangenschap.
De soort behoorde lange tijd tot het geslacht Phrynops, waardoor de verouderde wetenschappelijke naam in de literatuur wordt gebruikt. De schildpad behoorde lange tijd tot het monotypische geslacht Bufocephala, dat inmiddels niet meer wordt erkend.

## Uiterlijke kenmerken
De schildpad kan een schildlengte bereiken van 26 centimeter, de mannetjes blijven echter kleiner en worden tot 22 cm lang. Het rugschild is koepelvormig en is het hoogst op het midden, er is soms een lage kiel aanwezig op het midden van het schild. De schildkleur is donker tot zwart, de wervelschilden zijn alle breder lang lang. Het buikschild heeft een gele kleur met bruine tot zwarte vlekken die meestal gelegen zijn tussen de borstschilden en de dijbeenschilden.
De achterste lob van het buikschild is groter en meer naar boven gekromd dan de voorste lob. De plastronformule is zeer variabel, meestal zijn de naden tussen de dijbeenschilden, de buikschilden en de tussenkeelschilden net langst.
De kop is minder breed in vergelijking met verwante soorten en heeft een puntige snuit. De kleur van de kop is grijs tot zwart aan de bovenzijde, de onderkant en de nek zijn geel tot grijs van kleur. Onder de kin zijn twee kleine en lichtgekleurde baarddraden aanwezig. De iris is zwart met een grijze rand. De poten zijn relatief klein en hebben een grijze tot bruine kleur. Aan de voorpoten zijn altijd vijf klauwen aanwezig, aan de grotere achterpoten vier.
Mannetjes zijn behalve hun kleinere lichaamslengte lastig van vrouwtjes te onderscheiden, wel hebben zij een langere en dikkere staart waarbij de cloaca meer naar de staartpunt is gepositioneerd. Mesoclemmys vanderhaegei lijkt uiterlijk sterk op de bochelschildpad (Mesoclemmys gibba).

## Levenswijze
De schildpad komt regelmatig op het land en beweegt zich dan snel van het ene naar het andere water. Zowel de volwassen exemplaren als de juvenielen staan bekend als agressief en erg bijterig. De schildpad is voornamelijk een carnivoor.

## Verspreiding en habitat
Mesoclemmys vanderhaegei komt voor in delen van Zuid-Amerika. De soort leeft in de landen Argentinië, Brazilië, en Paraguay. De habitat bestaat uit sterk begroeide stilstaande wateren zoals ondiepe meertjes, moerassen en vijvers.

## Beschermingsstatus
Door de internationale natuurbeschermingsorganisatie IUCN is de beschermingsstatus 'gevoelig' toegewezen (Near Threatened of NT).